# Embolisme (calendrier)
Pour les articles homonymes, voir Embolisme.
Un embolisme est, dans un calendrier luni-solaire, l’intercalation d’un mois afin de faire coïncider au mieux l’année calendaire avec l’année solaire tropique (année du cycle des saisons).
La durée d’un mois synodique est de 29,530 589 jours solaires moyens. Celle d’une année solaire (tropique) est de 365,242 198 78 jours solaires moyens. Une année solaire est donc égale à 12,368 266 7 mois synodiques : un calendrier luni-solaire utilisant un système de jours intercalaires pour faire coïncider le mois calendaire avec le mois synodique doit en plus utiliser un système de mois embolismiques, s’ajoutant à certaines années, afin de caler au mieux l’année calendaire sur l’année tropique. De cette façon, un calendrier luni-solaire arrive à la fois à garder le lien avec les phases de la lune et les saisons.
Dans le calendrier babylonien et le calendrier hébraïque construits sur le cycle métonique de 19 ans, les 3e, 6e, 8e, 11e, 14e, 17e et 19e années possèdent un mois de plus, conduisant à une année calendaire moyenne de 365,246 8 jours, proche de l’année tropique.